# Red Hot Chili Peppers: Live in Hyde Park
Live in Hyde Park är det första livealbumet av Red Hot Chili Peppers. Låtarna på albumet är tagna från de tre konserter som hölls i Hyde Park, London, sommaren 2004. Konserterna skedde mitt under den stora Europa-touren som skedde sommaren 2004. Hela touren fick så mycket positiv kritik att bandet valde att ge ut ett livealbum.

## Bandmedlemmar
- Anthony Kiedis, Sång
- Flea, Bas
- John Frusciante, Gitarr
- Chad Smith, Trummor

## Låtlista
Skiva 1:
1. "Intro" – 3:55
2. "Can't Stop" – 5:13
3. "Around the World" – 4:12
4. "Scar Tissue" – 4:08
5. "By the Way" – 5:20
6. "Fortune Faded" – 3:28
7. "I Feel Love" (Summer) – 1:28
8. "Otherside" – 4:34
9. "Easily" – 5:00
10. "Universally Speaking" – 4:16
11. "Get on Top" – 4:06
12. "Brandy" (Looking Glass) – 3:34
13. "Don't Forget Me" – 5:22
14. "Rolling Sly Stone" – 5:06

Skiva 2:
1. "Throw Away Your Television" – 7:30
2. "Leverage of Space" – 3:29
3. "Purple Stain" – 4:16
4. "The Zephyr Song" – 7:04
5. "Californication" – 5:26
6. "Right on Time" – 3:54
  - "Transmission" (intro)
7. "Parallel Universe" – 5:37
8. "Drum Homage Medley": – 1:29
  - "Rock and Roll"
  - "Good Times Bad Times"
  - "Sunday Bloody Sunday"
  - "We Will Rock You"
9. "Under the Bridge" – 4:54
10. "Black Cross" (45 Grave) – 3:30
11. "Flea's Trumpet Treated by John" – 3:28
12. "Give It Away" – 13:17